# Yieldcurve
Een yieldcurve, rentecurve of rentetermijnstructuur is een term uit het vermogensbeheer, met name in de context van obligaties: een yieldcurve is een grafiek die het verband weergeeft tussen het rendement op overigens gelijke of vergelijkbare leningen met diverse looptijden. Op de horizontale as wordt de looptijd in jaren aangegeven, op de verticale as het rendement (meestal in de vorm van de yield to maturity).

## Soorten yieldcurves

### Normale yieldcurve

Normale yieldcurve, op de verticale of y-as de rente en op de horizontale as de looptijd

Inverse of omgekeerde yieldcurve

Vlakke yieldcurve

De normale situatie is dat leningen voor kortere looptijden een lager rendement hebben dan leningen voor langere looptijden: een “normale yieldcurve”. Dit komt vooral omdat (ceteris paribus) bij een langer lopende lening een compensatie voor de kans op waardevermindering door toekomstige inflatie “ingebouwd” moet zijn. Ook indien de “actuele” inflatie laag is, zal de enkele onzekerheid omtrent de toekomstige inflatieontwikkeling normaliter zorgen voor een licht stijgende yieldcurve.
De termijnstructuur van de rente wordt bepaald door:
1. liquiditeit: korte rente is lager door zijn grote liquiditeit. Mede hierdoor is ook het inflatierisico beperkt.
2. verwachtingen van de rente: een verwachte rentestijging kan de yieldcurve fors steiler maken, terwijl een verwachte rentedaling een vlakke of dalende yieldcurve (inverse yieldcurve) tot gevolg kunnen hebben.

### Inverse yieldcurve
Als het rendement van korter lopende leningen hoger is dan dat van langer lopende leningen, hebben we een “inverse yieldcurve”. Die situatie doet zich vooral voor wanneer de centrale bank de officiële tarieven sterk heeft verhoogd, meestal in het kader van inflatiebestrijding of het afremmen van een al te onstuimige conjunctuur, of in het kader van een afremmen van een al te sterke groei van de kredietverlening door banken. Een inverse yieldcurve is voor banken reden om de sterk stijgende kosten van hun “funding” door te berekenen aan hun klanten. Als gevolg hiervan nemen de kosten van krediet sterk toe, hetgeen een dempend effect op die hoogconjunctuur heeft.
Indien banken hiertoe niet in staat zijn, bijvoorbeeld uit concurrentie-overwegingen, neemt hun rentemarge, en daarmee de winstgevendheid van hun kredietbedrijf, sterk af.
Inverse yieldcurves komen onregelmatig voor en zijn veelal van korte duur. In de periode 1940-2020 kwamen in de Verenigde Staten tien perioden voor waarbij de 2-jaars rente hoger was dan de 10-jaars rente.

### Vlakke yieldcurve
Theoretisch kan men ook nog een vlakke yieldcurve tegenkomen. Dit wil zeggen dat het rendement voor iedere looptijd gelijk zou zijn. Ondanks dat dit in praktijk niet vaak voorkomt is dit toch een belangrijk concept want het ligt aan de basis van andere belangrijke theoretische concepten zoals duration.
Men kan de yieldcurve zelf berekenen of tekenen, maar in de praktijk wordt er vaak beroep gedaan op derde partijen zoals Bloomberg. Men kan daar de yieldcurve voor de staatsleningen van de voornaamste landen vinden.

## Kredietwaardigheid debiteur
Bij het maken van een yieldcurve moet niet alleen naar de combinaties van looptijden en rendementen gekeken worden, maar ook naar het type debiteur wiens leningen worden onderzocht. De rendementen van staatsleningen zullen (vrijwel altijd) lager zijn dan de rendementen van leningen van ondernemingen, zodat de yieldcurve van staatsleningen op een lager niveau zal liggen dan de tweede. Het verschil tussen beide curves (bij een bepaalde looptijd) staat in de branche bekend als spread. De spread is een reflectie van de kredietwaardigheid van een debiteur. Een belegger zal, als vergoeding voor het lopen van het kredietrisico gedurende een langere tijd, bij overigens gelijke omstandigheden, een hogere rente-opslag ("spread") vragen naarmate de looptijd langer is.

## Rol centrale bank
Centrale banken zijn redelijk goed in staat om de “korte rente” te sturen, door een combinatie van tariefstelling van hun officiële rentes en hun beleid ten aanzien van de omvang van de geldhoeveelheid. Het sturen van de “lange rente” was voor centrale banken vrijwel onmogelijk: men heeft in feite geen greep op de kapitaalmarkt.
Via het mechanisme van de kwantitatieve versoepeling heeft de Amerikaanse centrale bank ook geprobeerd de lange rente omlaag te drukken in de zogenaamde "Operation Twist" in 2011. Als gevolg van de kredietcrisis zijn meer centrale banken overgegaan tot de aankoop van obligaties in de markt om daarmee de yieldcurve te beïnvloeden.
Vanaf november 2018 zat de eurozone met een sterk inverse yieldcurve. Dit werd veroorzaakt door het immense opkoopprogramma van de Europese Centrale Bank (ECB) om de inflatie aan te jagen richting de gewenste 2%.

## Gebruik
Hoewel yieldcurves vooral gebruikt worden bij het beleggen in obligaties, kunnen ze eigenlijk overal gebruikt worden waar de contante waarde van toekomstige bedragen moet worden vastgesteld. Onder de nog in ontwikkeling zijnde International Accounting Standards lijkt het gebruik ervan bij de jaarrekening van ondernemingen (sterk) aangemoedigd te worden.
De yieldcurve is een zeer belangrijk instrument, toch moet men voorzichtig zijn met de interpretatie van de yieldcurve. Het is gemakkelijk aan te tonen met een voorbeeld. Veronderstel dat de yieldcurve voor Amerikaanse obligaties met een looptijd van 10 jaar 5% aangeeft, dan betekent dit niets meer dan dat de prijs VANDAAG voor een lening met een looptijd van 10 jaar 5% is maar geenszins dat over 10 jaar de rente 5% zal bedragen. Voor dit laatste maakt men gebruik van een forward rate. De berekening hiervan is echter moeilijker, maar wordt ook geleverd door financiële informatieleveranciers zoals Bloomberg, Reuters en anderen.

## Verwante onderwerpen
- obligatie
- obligaties binnen een beleggingsportefeuille
- obligatieratings
- pensioenfonds